# Zamach na Jana Pawła II (1982)
Drugi zamach na Jana Pawła II – miał miejsce 12 maja 1982 w Fatimie w Portugalii, podczas 11 podróży apostolskiej.

## Okoliczności zamachu
W dniach 12–15 maja 1982 roku, w pierwszą rocznicę zamachu dokonanego przez Turka Mehmeta Ali Ağcę papież Jan Paweł II odbywał podróż do Portugalii. Odwiedził sanktuarium w Fatimie, by podziękować Maryi za ocalenie po zamachu. Wieczorem 12 maja Juan María Fernández y Krohn podjął nieudaną próbę zasztyletowania papieża. Zaatakował go bagnetem o długości 40 cm, ale został powstrzymany przez ochronę. W 2008 roku ówczesny sekretarz Jana Pawła II, abp Stanisław Dziwisz, ujawnił, że papież został niegroźnie zraniony, choć rana krwawiła obficie. Po jej opatrzeniu papież realizował ustalony wcześniej harmonogram dnia.
Zamachowiec tłumaczył policji, że Jan Paweł II jest komunistycznym szpiegiem, działającym na zlecenie Związku Radzieckiego.